# Station Kita-Kamakura
Station Kita-Kamakura (Japans: 北鎌倉駅, Kitakamakura-eki) is een spoorwegstation in het noorden van de Japanse stad Kamakura. Het ligt in de wijk Yamanouchi, dicht bij de tempelcomplexen Tokei-ji, Engaku-ji, Jochi-ji, Kencho-ji, Meigetsu-in en Chōju-ji. Het station ligt op de Yokosuka-lijn van JR East tussen Tokio en Yokosuka.